# Павлюк, Максим Васильевич
Максим Васильевич Павлюк (укр. Максим Васильович Павлюк; род. 3 июня 1992 года, с. Горишние Шеровцы, Черновицкая область) — украинский прокурор, украинский политик от Президентской партии «Слуга народа».
Народный депутат Украины IX созыва.

## Биография
Окончил юридический факультет Киевского национального университета имени Тараса Шевченко.
Павлюк работает заместителем военного прокурора Дарницкого гарнизона Центрального региона Украины.
Он временно исполнял обязанности прокурора военной прокуратуры Луганского гарнизона (пока гарнизон не был захвачен так называемой самопровозглашенной «ЛНР»).
Проходил военную службу в военной прокуратуре Одесского гарнизона Южного региона Украины в должности следователя.

## Политическая деятельность
Кандидат в народные депутаты от партии «Слуга народа» на парламентских выборах 2019 года, № 102 в списке. На время выборов: заместитель военного прокурора Военной прокуратуры Дарницкого гарнизона Центрального региона Украины, беспартийный. Проживает в городе Киеве.
Заместитель председателя Комитета Верховной Рады по вопросам правоохранительной деятельности. Задекларировал 1,9 миллиона гривен выигрыша в 6 лотереях.
Член Украинской части Парламентской ассамблеи Украины и Республики Польша, заместитель члена Украинской части Парламентского комитета ассоциации.